# اس‌ام یوبی-۱۰۹
اس‌ام یوبی-۱۰۹ (به انگلیسی: SM UB-109) یک زیردریایی است که طول آن ۵۵٫۳ متر (۱۸۱ فوت) می‌باشد. این زیردریایی در سال ۱۹۱۷ ساخته شد.